# Pugalo
Pugalo (russisk: Пугало) er en russisk spillefilm fra 2021 af Dmitrij Davydov.

## Medvirkende
- Valentina Romanova-Tjyskyyraj
- Anatolij Strutjkov
- Artur Zakharov
- Anilena Gurjeva